# Pokémon amarillo
Pokémon Yellow: Special Pikachu Edition (en español: Pokémon Edición Amarilla: Edición Especial Pikachu), conocido en Japón como: Pocket Monsters Pikachu (ポケットモンスターピカチュウ Poketto Monsutā Pikachū?, lit. Monstruos de Bolsillo Pikachu), es la tercera edición (cuarta en Japón) de los primeros videojuegos de Pokémon del género RPG para Game Boy. Es muy similar a Pokémon Red y Blue.
Fue lanzado el 12 de septiembre de 1998 en Japón, y conocido como Pocket Monsters: Pikachu, sin utilizar el color amarillo como identificativo. Popularmente es conocido como "Pokémon Show" por basarse algo más a la serie de televisión, que salió después de los primeros videojuegos. En 2018 salieron los remakes de este juego para la Nintendo Switch llamados Pokémon Let's Go, Pikachu! y Let's Go, Eevee!.[cita requerida]

## Características
El mapeado, sistema de juego, argumento, historias y aventuras son idénticas a Red y Blue. Hay un total de 151 Pokémon al juego, aun así, el Yellow hay Pokémon que no aparecen en esta versión y sólo se pueden obtener 137. Para los 13 que faltan, hay que intercambiar con Red y Blue, utilizando el cable Link. Los 13 que faltan son estos: Weedle, Kakuna, Beedrill, Ekans (tampoco en Blue), Arbok (tampoco en Blue), Raichu, Meowth (tampoco en Red), Persian (tampoco a Red), Koffing, Weezing, Jynx,  Electabuzz (tampoco a Blue) y Magmar (tampoco en Red). Aunque Pikachu no puede evolucionar en la Edición Amarilla, si se lo transfiere a otra edición (o incluso a otro cartucho de Pokémon  Amarillo), puede evolucionar.
Las diferencias son los pokémon que se puede obtener, una mayor dificultad con los líderes del gimnasio, la cueva donde está el pokémon Mewtwo fue rehecha y el juego presenta ligeras mejoras gráficas aunque a la hora de jugar se hacen notar, así como nuevos dibujos de las criaturas en las batallas. El primer Pokémon es Pikachu sin posibilidad de elegir a otro (aunque Bulbasaur, Squirtle y Charmander se pueden obtener en el mismo juego), el rival tendrá un Eevee que evolucionará según como nuestro personaje vaya en la aventura. Hay algunas referencias al anime como la aparición de Jessie y James, una Chansey al lado de la enfermera en los Centros Pokémon, etc. 
Entre otras características hay un minijuego desbloqueable, una nueva pantalla de presentación, Pikachu no puede evolucionar a Raichu en este juego porque se rehúsa, además sigue al entrenador y se puede ver si está contento o triste, tomando elementos del Tamagotchi (mascota virtual). Esto fue tomado para agregar en la segunda generación (Pokémon Oro y Plata) la posibilidad de algunos pokémon de evolucionar por felicidad.
Para los amantes de las batallas, algunos Pokémon aprenden movimientos nuevos, destacando el propio Pikachu que sabrá: Rayo, Pantalla Luz, Látigo, Portazo y Doble Equipo, que irá aprendiendo conforme aumenta su nivel. Mankey sabrá Patada Baja y Chirrido, Charizard podrá aprender Vuelo por MO y muchos otros pokémon sabrán más ataques. Lo que cambia ligeramente las estrategias en las batallas, pero a pesar de estos cambios el juego está plagado de bugs y resulta incomprensible que el tiempo transcurrido entre sus predecesores (dos años), no se haya pulido, el juego sigue siendo igual de lento que rojo y azul, y no aprovecha el Super Game Boy a plenitud.
El modo multijugador también incluye novedades como el nuevo modo de coliseo copa Pikachu y la posibilidad de desbloquear un minijuego en Playa Pikachu si enseñas Surf a tu Pikachu mediante el juego Pokémon Stadium, al sur de Ciudad Fucsia.

## Argumento
Como Pokémon Rojo y Azul, Amarillo toma lugar en la región de Kanto, que incluye hábitats para 151 especies de Pokémon. Los objetivos también siguen siendo los mismos, aunque existen algunas diferencias. Por ejemplo, al principio, el jugador no tiene la opción de elegir uno de los tres Pokémon iniciales. En cambio, un Pikachu salvaje que el Profesor Oak atrapa se convierte en el Pokémon inicial del jugador, mientras que el personaje rival atrapa un Eevee. La trama se basa vagamente en la saga de la Liga Indigo del anime, e incluye personajes que no aparecen en el juego o que han sido mejorados para parecerse a sus diseños utilizados en el anime, incluidos Jessie, James, Meowth, Enfermera Joy y Agente Mara/Oficial Jenny. De manera similar al anime, Pikachu se niega a evolucionar. Los jugadores también tienen la oportunidad de obtener los tres titulares originales. A medida que los jugadores siguen buscando, progresivamente van capturando Pokémon para la Pokédex que utilizan para derrotar los ocho líderes del gimnasio y, finalmente, la Elite Four, todos mientras combaten el Team Rocket, una banda dedicada a utilizar Pokémon para hacerse más poderosos. En el momento del encuentro con la Elite Four, el jugador ha tenido la oportunidad de capturar 149 tipos de Pokémon; en el postjuego, después de que la Elite Four haya sido derrotada, el jugador puede entrar en Cueva Celeste, donde se puede encontrar, luchar y capturar a Mewtwo, el Pokémon final del juego. El último Pokémon de la Pokédex, Mew, no se puede capturar durante el juego normal, aunque utilizando errores del juego es posible.

## Desarrollo
La concepción del juego Pokémon amarillo se hizo después del desarrollo de la versión japonesa de Pokémon azul, que se desarrolló después de las versiones japonesas de Pokémon verde y rojo. El juego fue desarrollado por Game Freak y editado por Nintendo para la consola portátil Game Boy. Su lanzamiento japonés estaba previsto que coincide con el de la película Pokémon The First Movie: Mewtwo vs. Mew y se retrasó el de Pokémon oro y plata. El 11 de abril de 2020, según un investigador de datos informáticos que descubrió en el código fuente, el juego debería haber tenido un juego hermano como Pokémon rojo y azul titulado Pokémon Pink ('Pokémon Rosa') con los Pokémon Cleffa en la portada. Sin embargo, se desconoce si había o no planes para una versión "Pink" o qué Pokémon habría sido su mascota, aunque se especula que sea también Jigglypuff o Clefairy.
Pokémon amarillo salió en Japón el 12 de septiembre de 1998 con la mascota Pikachu de cubierta en pose alegre y jovial. El juego se lanzó el día 3 de septiembre de 1999 en Australia, el 19 de octubre de 1999 en Norteamérica, así como el 16 de junio de 2000 en Europa. La mascota de la cubierta del juego, Pikachu, éste toma un aire más enfadado, en comparación con la versión japonesa.

## Lanzamiento
El lanzamiento de Pokémon amarillo se hizo coincidir con el estreno de Pokémon: The First Movie. El futuro presidente de Nintendo Satoru Iwata más tarde comentó que probablemente la gente sentía que amarillo sería innecesario debido a la próxima publicación de Pokémon oro y plata, que estaba previsto que se estrenara el mismo año. Fue lanzado en Japón el 12 de septiembre de 1998, en Australia el 3 de septiembre de 1999, en América del Norte, el 19 de octubre de 1999, y en Europa, el 16 de junio de 2000. Fue publicado por Nintendo. El 25 de octubre de 1999 se lanzó en América del Norte una promoción de la Game Boy Color con temática Pikachu. Para promover la publicación Pokémon amarillo, Volkswagen y Nintendo colaboraron para crear un Volkswagen New Beetle amarillo con algunas de sus características inspiradas en Pikachu. Nintendo World Report citó que Pokémon amarillo como una de las notables lanzamientos para consolas portátiles de 1999. Pokémon amarillo fue el título definitivo publicado por Nintendo para la Game Boy original en América del Norte y Europa.

### Reediciones
Durante la presentación de Nintendo Direct el 12 de noviembre de 2015, se anunció que Pokémon amarillo, juntamente con rojo y azul, sería liberado para el servicio de Nintendo 3DS Virtual Console el 27 de febrero de 2016 con motivo del 20 aniversario de la franquicia de Pokémon. Además de conservar sus gráficos y música originales, los tres juegos disponen de funciones inalámbricas locales para permitir el intercambio y la lucha con otros jugadores a través del uso del sistema de comunicación inalámbrica de la 3DS. El juego se incluyó con una versión amarilla especial del Nintendo 2DS en Japón. Aunque las versiones internacionales del juego eran un título de Game Boy Color, la versión japonesa sólo se lanzó en formato Game Boy en blanco y negro, ya que se lanzó originalmente en Japón aproximadamente un mes antes de la Game Boy Color en esta región. Las funciones de la Game Boy Printer no funcionan en la versión de Pokémon amarillo de la consola virtual 3DS. La versión de la consola virtual es compatible con Pokémon Bank, permitiendo a los jugadores transferir sus criaturas capturadas en Pokémon Sol y Luna.

## Recepción

### Crítica
Pokémon amarillo ha sido bien recibido por la crítica, con una puntuación agregada del 85% de GameRankings basado en 16 reseñas, lo que lo convierte en el quinto juego de Game Boy mejor valorado de todos los tiempos. Nintendo Power le dio un 8 de 10, mientras que Game Informer le dio un 6,5 de 10. Electric Playground le dio un 7,5 de 10. El Sarasota Herald-Tribune recomendó amarillo como buen juego para niños. RPGFan lo llamó "tan revolucionariamente adictivo que cualquier jugador no tiene más remedio que 'atraparlos todos'". También tildó amarillo como "insultante" de cómo limitados fueron "rojo" y "azul". Craig Harris de IGN elogió la mecánica del juego, comentando que amarillo fue el mejor juego de los tres para empezar. Le dio una puntuación perfecta.
Cameron Davis de GameSpot categorizó el juego de "estanco" para apaciguar los jugadores hasta el lanzamiento de oro y plata, comentando que "los nuevos retos son suficientes para llenar el agujero, pero sólo con justeza". Chris Buffa de GameDaily lo clasificó como uno de los mejores juegos de Pokémon, y comentó que, aunque se trataba de una revisión, bastaba de nuevo para justificar el juego. Brad Cook de Allgame comentó que para los que no jugaron a rojo y azul, amarillo era bueno; pero en caso contrario, aconsejó que esperaran hasta oro y plata. Steve Boxer de The Daily Telegraph comentó que, aunque tenía una buena mecánica de juego, se vio frenado por la falta de funciones. Describió las acciones de Nintendo como avaros y comentó que amarillo "marca el punto en el que Pokémon deja de convertirse en un juego y se convierte en un ejercicio de marketing/satisfacción de la obsesión".
Pokémon amarillo recibió dos nominaciones a "Juego del Año" y "Juego de la Consola del Año" durante la 3.ª AIAS Interactive Achievement Awards (ahora conocido como los D.I.C.E. Awards).

### Ventas
Antes de su lanzamiento, Nintendo preveía que les ganaría 75 millones de dólares la temporada de vacaciones de 1999. La promoción Pokémon amarillo con la Game Boy Color se predijo que sería el segundo juguete más popular de la temporada de vacaciones. El ejecutivo de Nintendo George Harrison predijo que las ventas de amarillo superarían los 3 millones de ventas y también superaría Donkey Kong 64 en el proceso, otro título que Nintendo esperaba vender bien. En América del Norte, el juego recibió aproximadamente 150 000 reservas. La promoción debutó en el número 2 en ventas de videojuegos y alcanzó el puesto número 1 una semana después. Para el mes de diciembre, amarillo superó en ventas tanto de Donkey Kong 64 como de Gran Turismo 2. El cartucho estándar vendió más de 600 000 unidades la primera semana y más de un millón de copias la próxima semana, convirtiéndose en el juego portátil más vendido de todos los tiempos cuando se lanzó. Amarillo también fue el título de Pokémon más vendido en el Reino Unido. Pokémon: The First Movie, una película estrenada a la vez que amarillo, se esperaba que diera un impulso de ventas. Un portavoz de Nintendo atribuyó la elevada demanda de Game Boy Color durante la temporada de Navidad de 1999 a amarillo.
Gwenn Friss de Cape Cod Times lo llamó uno de los productos más "calientes" de la temporada de Navidad de 1999, al compararlo con las populares juguetes navideños de años anteriores, tales como Furby y Tickle me Elmo. Thomas Content de USA Today reiteró la comparación, comentando que estaba "a punto de pisarlos". Añadió que, junto con rojo y azul, fueron los responsables del aumento de las ventas de Game Boy de 3,5 millones en 1998 a 8 millones en 1999. The Idaho Statesman lo llamó el "nuevo título más popular de la Game Boy Color". Amarillo fue el tercer videojuego más vendido en América del Norte en 1999, con los otros cuatro lugares ocupados por otros títulos de Pokémon. La demanda de amarillo resultó que la cadena Target emitiera disculpas por no poder atender la "demanda sin precedentes". Una encuesta realizada por CNET también encontró que ninguna de las tiendas con las que contactó tenía amarillo en stock. Un portavoz de FuncoLand atribuyó una caída de las ventas a la falta de Game Boy Color y Pokémon amarillo.

## Legado

### Remakes
Pokémon: Let's Go, Pikachu! (ポケットモンスター Let's Go! ピカチュウ Poketto Monsutā Let's GO! Pikachū?) y Pokémon: Let's Go, Eevee! (ポケットモンスター Let's Go! イーブイ Poketto Monsutā Let's GO! Ībui?) son remakes mejorados de Pokémon amarillo, lanzados en noviembre de 2018 para Nintendo Switch. Estaban dirigidos a los recién llegados de la serie Pokémon, e incorporar mecánica de Pokémon Go. Los juegos tienen lugar en la región de Kanto y sólo incluyen los 151 Pokémon originales de la primera generación de Pokémon. Vuelve la posibilidad de que un Pokémon acompañe al protagonista en el mundo, una característica vista por última vez en Pokémon HeartGold y SoulSilver de la Nintendo DS. Aunque, sólo se podría escoger un Pokémon para seguir previamente al protagonista, irán acompañados adicionalmente para el inicio de Pikachu o Eevee en Let's Go, Pikachu! o Let's Go, Eevee!, respectivamente.
Han combinado ventas mundiales de más de 13 millones de ejemplares.

## Compatibilidad
- Pokémon Rojo y Azul: sus versiones "hermanas" de Gameboy.
- Pokémon Stadium: juego de Nintendo 64 que permite combates en 3D, se requiere un Transfer Pak.
- Pokémon Stadium 2: segunda edición de este popular juego.
- Accesorio Game Boy Printer.
- Pokémon Oro, Plata y Cristal.